# Masters Of Chant Chapter III
Masters Of Chant Chapter III, es el cuarto álbum de Gregorian, publicado en 2002.

## Lista de canciones
| N.º | Título                                                                                | Duración |  |
| 1.  | «Join Me»                                                                             | 4:10     |  |
| 2.  | «Be»                                                                                  | 5:20     |  |
| 3.  | «Blasphemous Rumours»                                                                 | 4:07     |  |
| 4.  | «Only You»                                                                            | 3:52     |  |
| 5.  | «Blue Monday»                                                                         | 3:24     |  |
| 6.  | «Sacrifice»                                                                           | 4:27     |  |
| 7.  | «Ordinary World»                                                                      | 5:46     |  |
| 8.  | «Fields Of Gold»                                                                      | 3:31     |  |
| 9.  | «Before The Dawn»                                                                     | 4:06     |  |
| 10. | «I Won't Hold You Back»                                                               | 4:56     |  |
| 11. | «Wicked Game»                                                                         | 5:10     |  |
| 12. | «Join Me» (en versión chill out, no disponible en las ediciones de Francia y Bélgica) | 4:14     |  |

| Temas adicionales para Francia y Bélgica |                         |          |  |
| N.º                                      | Título                  | Duración |  |
| 13.                                      | «Ouragan»               |          |  |
| 14.                                      | «Juste Quelques Hommes» |          |  |
| 15.                                      | «Voyage Voyage 2002»    |          |  |